# Paullinia weinmanniifolia
Paullinia weinmanniifolia är en kinesträdsväxtart som beskrevs av Carl Friedrich Philipp von Martius. Paullinia weinmanniifolia ingår i släktet Paullinia och familjen kinesträdsväxter. Inga underarter finns listade i Catalogue of Life.